# Minuskuł 157
Minuskuł 157 (wedle numeracji Gregory–Aland), ε 207 (von Soden) – rękopis Nowego Testamentu pisany minuskułą na pergaminie w języku greckim z XII wieku. Przechowywany jest w Rzymie.
Zawiera marginalia (podział tekstu oraz noty liturgiczne).

## Opis rękopisu
Kodeks zawiera tekst czterech Ewangelii na 325 pergaminowych kartach (18,6 cm na 13,6 cm).
Tekst rękopisu pisany jest jedną kolumną na stronę, 22 linijek w kolumnie. Według Scrivenera skryba miał piękny charakter pisma. Wielkie inicjały zdobione są złotem.
Tekst kodeksu dzielony jest według κεφαλαια (rozdziałów), których numery umieszczono na marginesie tekstu. Tekst rękopisu zawiera τιτλοι (tytuły) owych rozdziałów. Nie zastosowano podziału według krótszych jednostek – Sekcji Ammoniusza, z odniesieniami do Kanonów Euzebiusza.
Zawiera list Hieronima do Karpiana, prolegomenę, noty do czytań liturgicznych; zawiera ilustracje oraz dekoracje barwione cynobrem oraz złotem. Ewangelia Jana poprzedzona jest ilustracją Jana Ewangelisty z Prochorusem.
Posiada kolofon jerozolimski na końcu każdej Ewangelii.
Tekst Pericope adulterae (Jan 7,53-8,11) został opuszczony przez kopistę. Nie zawiera też tekstu Mt 16,2b–3 (znaki czasu).

## Tekst
Grecki tekst kodeksu reprezentuje cezarejską tradycję tekstualną. Aland zaklasyfikował go do Kategorii III.

## Historia
Według kolofonu rękopis został sporządzony w roku 1122, dla cesarza Jana II Komnen. Do Rzymu został przywieziony za papieża Klemensa VII.
Rękopis badali Birch, Scholz, Hoskier, oraz Streeter.
Obecnie przechowywany jest w Bibliotece Watykańskiej w Rzymie, pod numerem katalogowym Urb. gr. 2.
Jest cytowany w naukowych wydaniach greckiego Novum Testamentum Nestle–Alanda (NA26, NA27). NA27 rzadko go cytuje.